# Agrabad
Agrabad (bengalisch আগ্রাবাদ) ist ein Innenstadtbezirk in Chittagong, der zweitgrößten Stadt in Bangladesch. Das Stadtviertel hat eine direkte Anbindung an den Hafen von Chittagong und ist somit von wirtschaftlicher Bedeutung. Unter anderem befindet sich die Handels- und Industriekammer, sowie die Börse von Chittagong in Agrabad.

## Geschichte
Agrabad war ursprünglich ein eigenständiges Dorf, das 1947 eingemeindet wurde. Die Entwicklung zu einem modernen Wirtschaftszentrum erfolgte in den 1950er Jahren.

## Institutionen und Strukturen
Regierungsgebäude
- BSTI Building
- Bidyut Bhaban
- BTCL Building
- BSCIC Building

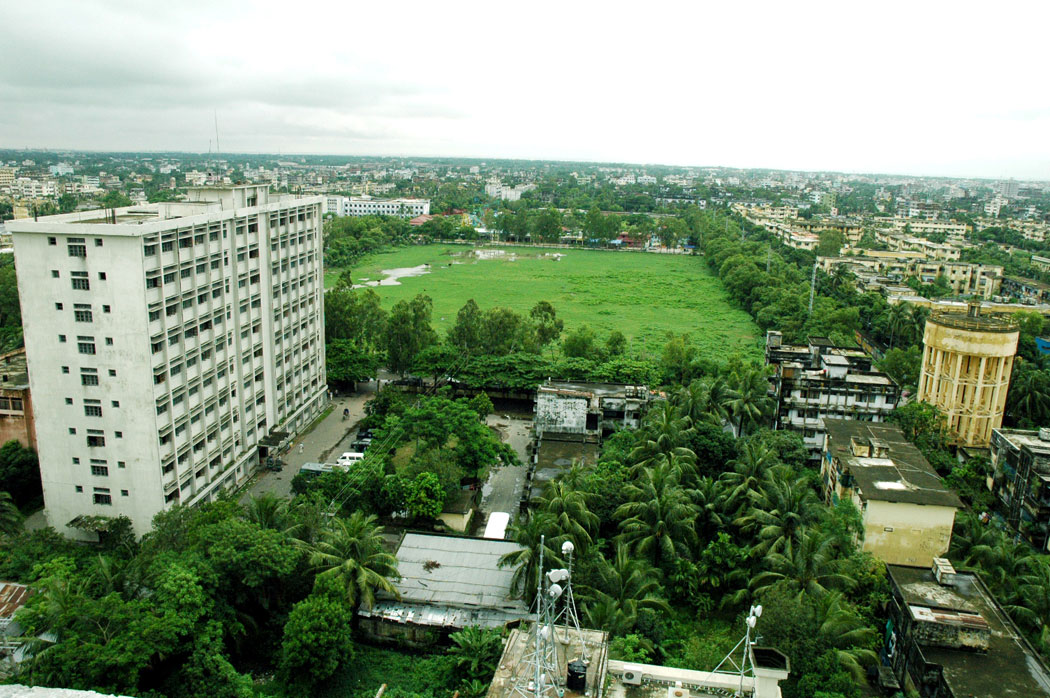
Chittagong Government Officers Building

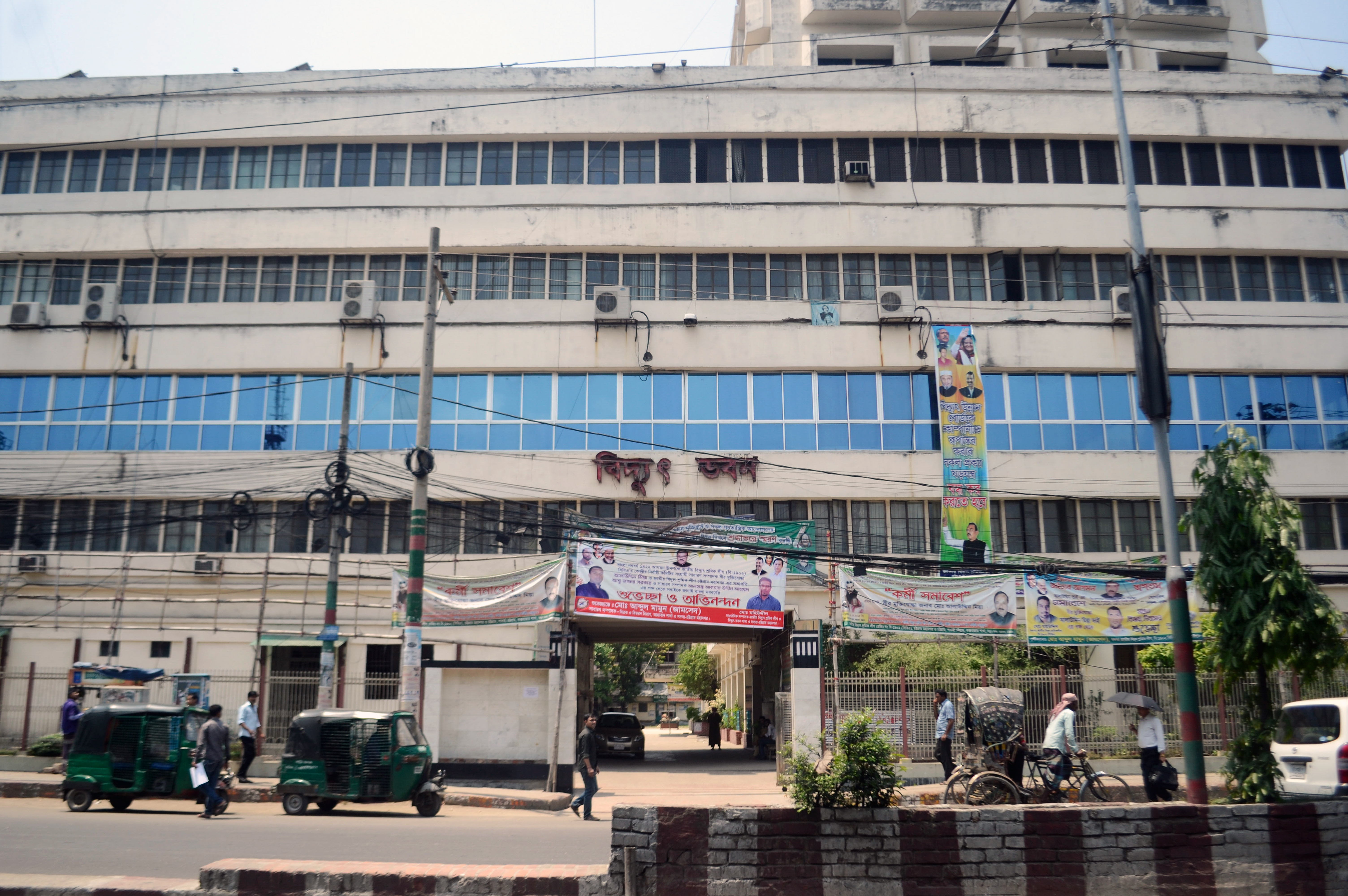
Bidyut Bhaban

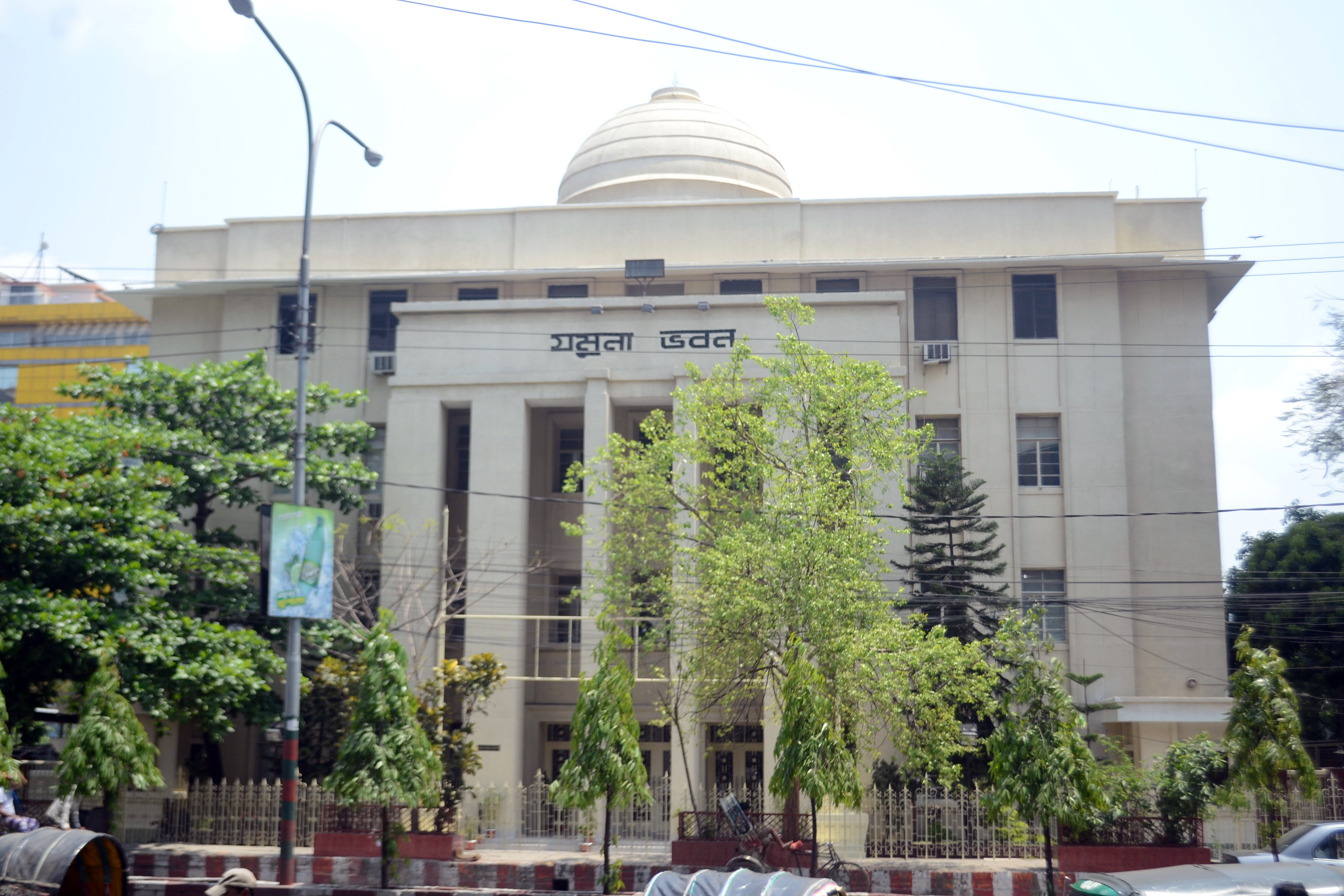
Jamuna Bhaban

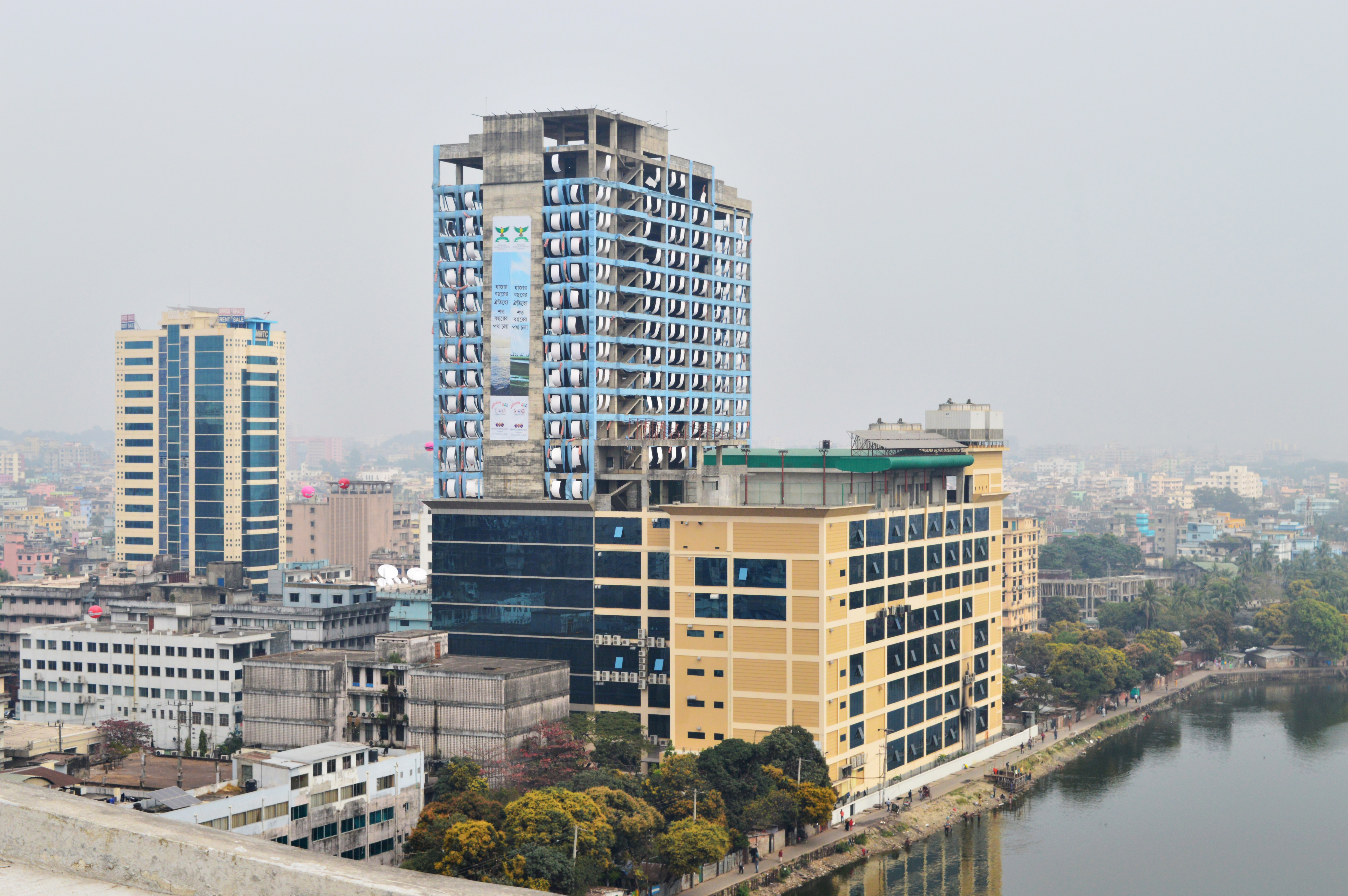
World Trade Center Chittagong

- Central Government Office Building (CGO)
- Jamuna Bhaban

Sonstige Gebäude
- Banani Complex
- Chittagong Chamber of Commerce & Industry
- Ispahani Building
- World Trade Center Chittagong
- Chittagong City Center

Regierungskolonie
- Chittagong Government Service (CGS) Colony
- Bangladesh Bank Colony
- Gazetted Officers Colony
- Health Colony
- Postal Officers Colony
- P.T.&.T Colony
- WASA Colony

Einkaufszentren
- Lucky Plaza
- Southland Center
- Singapore Bangkok Market
- Akhtaruzzaman Center

Gemeindezentren
- Agrabad Community Center
- Agrabad Convention Hall
- Guljer Convention Center

Hotels & Restaurants
- Hotel Agrabad[2]
- Orchid Business Hotel[3]
- Landmark Hotel[4]
- Shangri-La Chinese Restaurant[5][6]
- Silverspoon[7]

## Bildung
Universitäten
- East Delta University

Private medizinische Hochschule

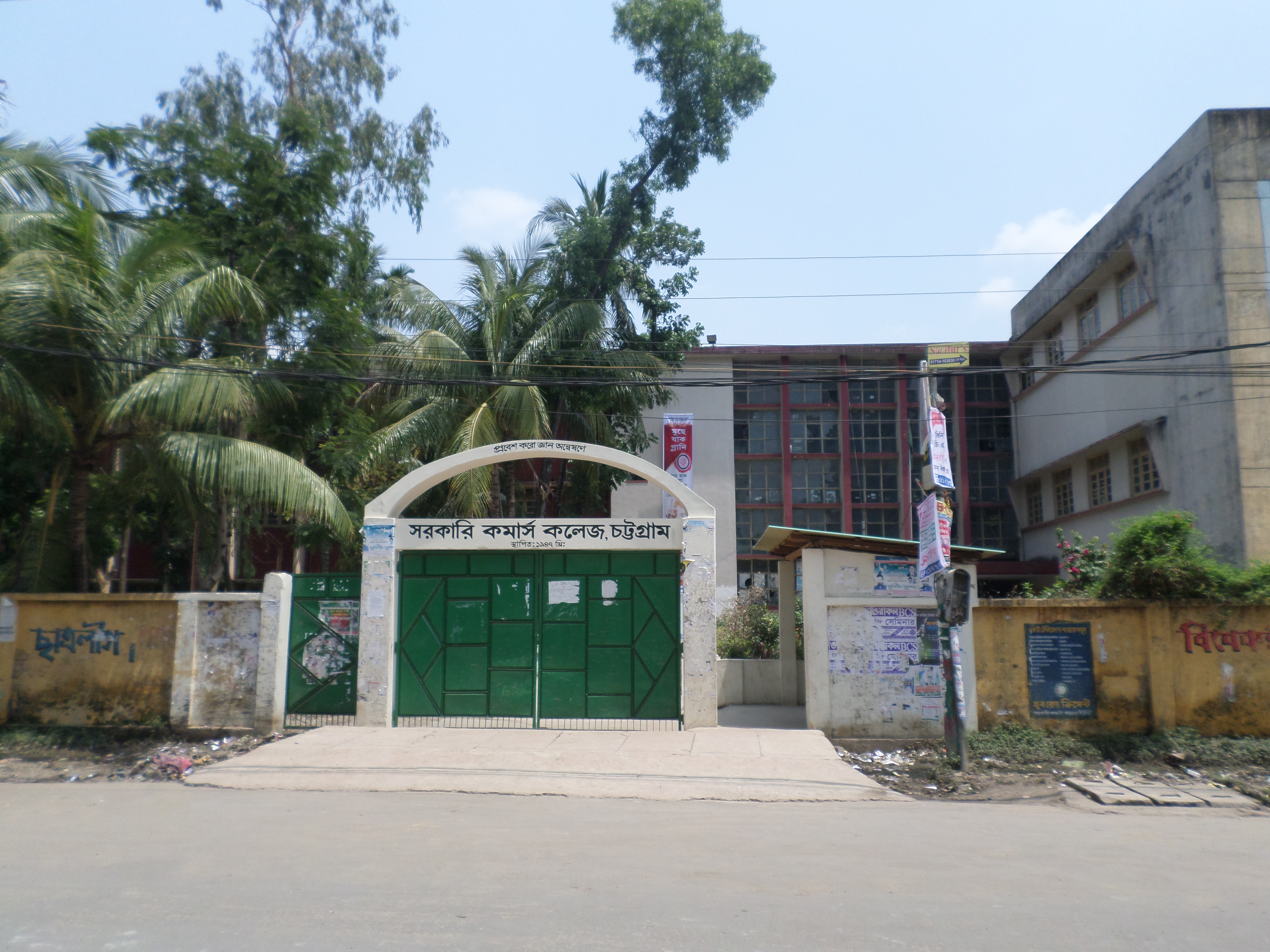
Government Commerce College

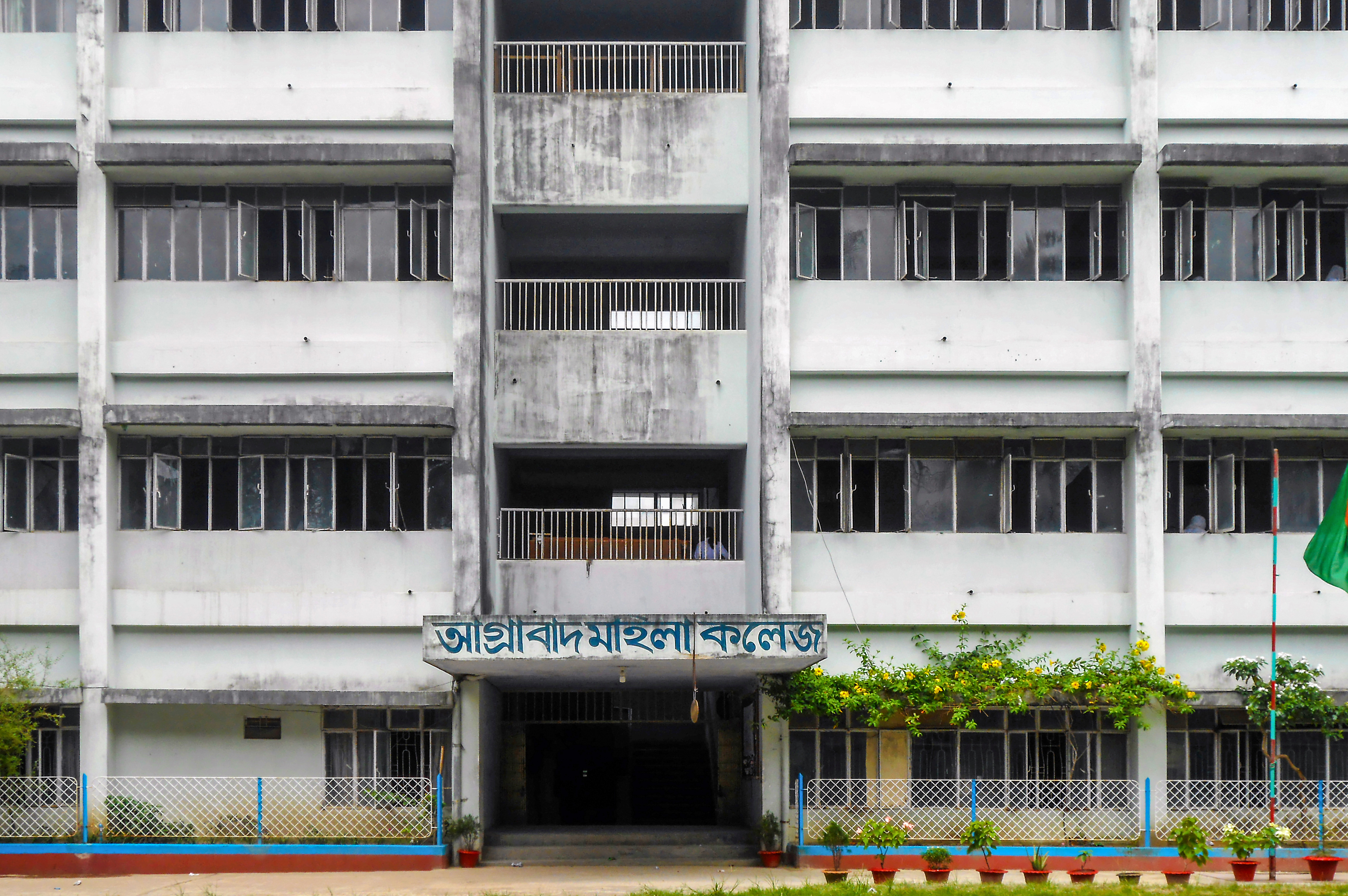
Agrabad Mohila College

- Chattagram Maa-O-Shishu Hospital Medical College

Hochschulen
- Agrabad Mohila College[8]
- Government Commerce College[9]

Schulen
- Agrabad Balika Bidyalay[10]
- Agrabad Government Colony High School[11]
- Bangladesh Bank Colony High School[12]
- Hatey Khari School & College
- J.U.S Kindergarten & Elementary School, Chittagong
- Khawja Ajmeri High School
- Silver Bells Kindergarten & Girls’ High School

## Gesundheit
- Chattagram Maa-O-Shishu Hospital

## Medien
- Bangladesh Betar, Chittagong

## Sehenswürdigkeiten
- Das 1965 gegründete Ethnologische Museum Chittagong, das einzige ethnologische Museum in Bangladesch, präsentiert die Entwicklung von 29 ethnischen Gruppen aus Bangladesch und Nachbarländern in elf Galerien.[13]
- Karnaphuli Shishu Park: Ein Park in dem vor allem Spielmöglichkeiten für Kinder bestehen.